# Ira Bowman
Ira Bowman (Newark, 11 giugno 1973) è un ex cestista e allenatore di pallacanestro statunitense, professionista nella NBA, in Australia e in Italia.

## Palmarès
- Campione CBA (1999)
- 2 volte CBA All-Defensive First Team (1999, 2000)